# Verband evangelischer Posaunenchöre in Bayern
Im Verband evangelischer Posaunenchöre in Bayern e.V. (VEP) sind ca. 15.000 Bläser von ca. 850 Posaunenchören der Evangelisch-Lutherischen Kirche in Bayern zusammengeschlossen.
Der Landesobmann und sein Stellvertreter stehen dem Verband vor und sind gleichzeitig für die geistliche Betreuung der Bläser und die Prägung der Verbandsarbeit verantwortlich.
Der Landesposaunenrat ist ein von den Vertretern der einzelnen Mitgliedschöre gewähltes Gremium, das über die wesentlichen Belange des Verbandes entscheidet und die Grundrichtung der Verbandsarbeit bestimmt.
Der Verband betreibt in Nürnberg eine Geschäftsstelle mit einem hauptamtlichen Geschäftsführer und zwei Verwaltungsmitarbeitern. Dieser ist Ansprechpartner für alle organisatorischen und finanziellen Belange des Verbandes, aber auch Berater der einzelnen Chöre in diesen Fragen.
Die vier Landesposaunenwarte haben in der Geschäftsstelle ihre Büros und sind vor allen anderem beauftragt, den Chören als musikalische Helfer zur Seite zu stehen. Dies geschieht durch Beratung, Schulung und Herausgabe von Notenmaterial.
Der Verband veranstaltet Lehrgänge, Seminare und Freizeiten für Anfänger, Fortgeschrittene, Ausbilder und Chorleiter mit praktischen, theoretischen und geistlichen Inhalten. Außerdem wird regelmäßig der bayerische Landesposaunentag veranstaltet, zu dem Bläser zusammenkommen, um gemeinsam das Wochenende zu verbringen und zu musizieren.
Der Verband ist Mitglied im Evangelischen Posaunendienst in Deutschland.